# Ostwind – Aris Ankunft
Ostwind – Aris Ankunft ist ein deutscher Spielfilm aus dem Jahr 2019 von Theresa von Eltz. Der Film ist die Fortsetzung der Filme Ostwind (2013), Ostwind 2 (2015) und Ostwind – Aufbruch nach Ora (2017). Die Premiere fand am 17. Februar 2019 in München statt. Der Kinostart war am 28. Februar 2019.

## Handlung
Mika und Ostwind verletzten sich in Andalusien. Mika liegt im Krankenhaus im Koma und wacht nicht auf, weil es Ostwind schlecht geht. Ostwind hat zwar nur ein paar Blessuren davongetragen, frisst aber nicht, weil es Mika schlecht geht. Fanny macht ein Praktikum beim Jugendamt. Zusammen mit ihrer Vorgesetzten Britta holen die beiden das schwererziehbare Mädchen Ari aus der inzwischen achten Pflegefamilie, die sie nicht mehr haben möchte. Nun soll Ari in ein Kinderheim. Fanny findet diese Vorstellung so schrecklich, dass sie Ari auf Kaltenbach unterbringen möchte und verkauft Britta das Pferdetherapiezentrum als Menschentherapiezentrum mit Pferden. Auf Kaltenbach lernt Ari auch Ostwind kennen und spürt eine ähnlich enge Beziehung zu ihm wie Mika. Schließlich bringt Herr Kaan Ari das Schießen mit Pfeil und Bogen sowie das Reiten und beides zusammen bei. Dadurch lernt Ari ihre Wut zu kontrollieren und sich besser auf Dinge zu fokussieren, außerdem hilft sie damit Ostwind und dadurch auch Mika. Ari und Mika haben Visionen voneinander. Maria Kaltenbach hat Blutdruckprobleme und bekommt Medikamente verschrieben. Die neue Mitarbeiterin Isabell Herburg ersetzt diese Medikamente durch Placebos und so erleidet Maria etwas später einen Herzinfarkt. Nach einem Krankenhausaufenthalt kommt Maria in die Reha. Außerdem überschreibt sie ihr Gestüt an Isabell und plant in ein Altenheim zu ziehen. Isabell arbeitet mit dem vermeintlichen Pferdeflüsterer Thordur Thorvaldson zusammen. Tatsächlich kuriert dieser Pferde dadurch, dass er sie bricht. Thordur möchte an Ostwind und schafft dies auch. Ostwinds größte Angst ist Feuer und so schließt Thordur das Pferd in einem Feuerkreis ein. Als Ari das mitbekommt, versucht sie Ostwind aus Thordurs Fängen zu befreien. Durch ihre enge Bindung zu Ostwind, kann sie ihm seine Angst nehmen und er springt über das Feuer in die Freiheit. Ari kommt auch hinter Isabells Machenschaften und reitet zu Maria in die Reha um ihr die Wahrheit zu erzählen. Zusammen mit der Polizei kommen Ari und Maria zurück nach Kaltenbach, wo Isabell gerade dabei ist Tinka, Fanny, Sam und auch Ari des Hofes zu verweisen. Isabell und Thordur werden verhaftet und Maria übernimmt wieder ihr Gestüt. Mika erwacht aus dem Koma und kommt zurück nach Kaltenbach. Britta erfährt die Wahrheit über Kaltenbach und lässt Ari abholen, um sie nun doch in das Kinderheim zu bringen. Auf dem Weg dorthin halten sie nochmal bei Ostwind an, damit Ari sich von ihm verabschieden kann. Während Ari sich verabschiedet bekommt Fanny einen Anruf von Britta, Ari darf auf Kaltenbach bleiben, denn Maria hat sie als Pflegekind aufgenommen. So wird Ari zurück nach Kaltenbach gebracht. Beim kurz darauf stattfindenden Tag der offenen Tür darf Ari ihre Reitkunst präsentieren.

## Produktion
Die Dreharbeiten fanden vom 3. Juli bis zum 31. August 2018 in Nordhessen und Andalusien statt. Produziert wurde der Film von der SamFilm, in Koproduktion mit Alias Entertainment und Constantin Film.
Die Deutsche Film- und Medienbewertung FBW in Wiesbaden verlieh dem Film das Prädikat besonders wertvoll.

## Videospiel
Zum Film wurde auch ein Videospiel gleichen Namens für verschiedene Plattformen veröffentlicht.